# 夜想曲第20番 (ショパン)
夜想曲第20番 嬰ハ短調 KK. IVa-16「レント・コン・グラン・エスプレッシオーネ」（遺作）は、フレデリック・ショパンが1830年の春に作曲し、没後の1875年1月5日に出版されたピアノ独奏曲。正式な献呈はないが、姉のルドヴィカ・ショパンがピアノ協奏曲第2番を練習する時のための曲として書かれた。
初版では「アダージョ」という標題がついていたが、ブラームスがこの曲を写譜する際にこの標題を消してしまった。残った速度記号の「レント・コン・グラン・エスプレッシオーネ（Lento con gran espressione）」のみが残り、これが標題として知られるようになった。また現在では夜想曲として知られるが、これはルドヴィカがショパンの未出版作品のカタログを作った際に「夜想曲風のレント（Lento w rodzaju Nokturna）」と記したことによる。
各版・出版社によって、音程・強弱・拍子など多くの異同がある。

## 曲の構成

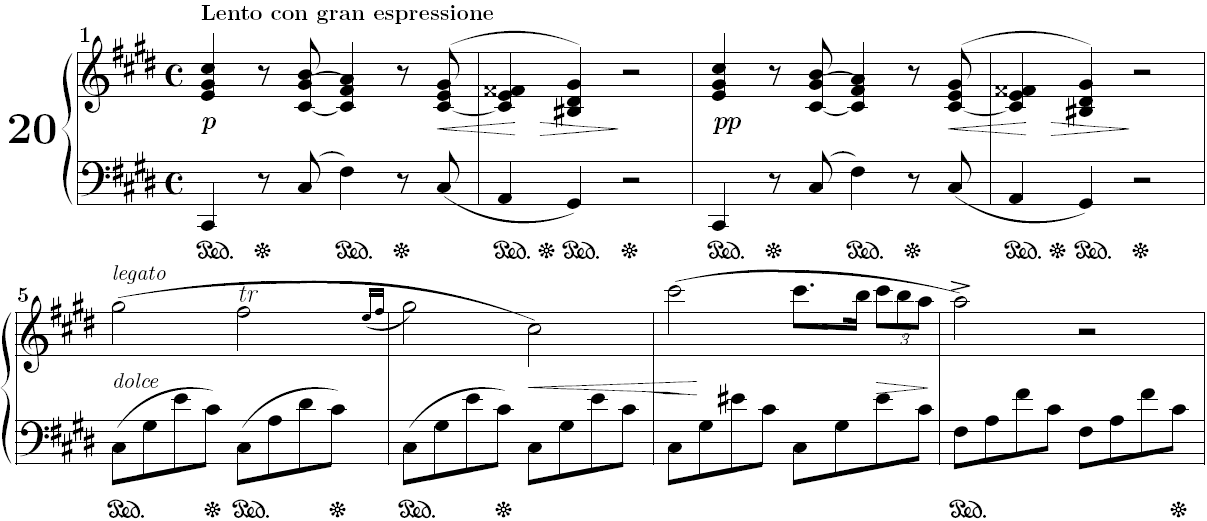
夜想曲第20番の冒頭部分

嬰ハ短調、レント・コン・グラン・エスプレッシオーネ、4分の4拍子、三部形式。
4小節の序奏の後、左手が分散和音による伴奏、右手が旋律を歌う主題が現れる。
中間部の21小節目からはピアノ協奏曲第2番の第1楽章と第3楽章で用いられている旋律（譜例1, 2）が現れる。 初稿譜では、左手が4分の4拍子の伴奏、右手がピアノ協奏曲の4分の3拍子の旋律という形で書かれていたが、後にショパン自身が4分の4拍子のリズムに書き換えた。
- 譜例1:
- 譜例2:

30–32小節では歌曲『乙女の願い』（Źyczenie, 作品74-1）のモチーフ（譜例3）が織り込まれ、その後の経過部ではピアノ協奏曲の別の旋律（譜例4）を用いた楽句に移る。
- 譜例3：
- 譜例4：

再現部では主題が変形されて現れた後、上行して下行する装飾音が4回現れ、消え入るように終わる。

## 著名なカバー曲
- ナタン・ミルシテインによるヴァイオリン編曲[要出典]
- 「ノクターン」「カンパニュラの恋」（作詞、歌：平原綾香)

## 使用作品
- 映画『戦場のピアニスト』（原題: The Pianist）
- 映画『ピースメーカー』（The Peacemaker）